# Diògenes Enomau
Diògenes Enomau（en llatí Diogenes Oenomaus, en grec antic Διογένης ο Οινόμαος) fou un poeta tràgic del que es diu que va començar a representar a Atenes les seves obres cap al 404 aC.
De les seves tragèdies només es conserven algun títols, i Suides en fa una llista: Θυέστης (Tiestes), Ἀχιλλεύς (Aquil·les), Ἑλένη (Hèlena de Troia), Ἡρακλῆς (Hèracles), Μήδεια (Medea), Οίδίπους (Èdip), Χρύσιππος (Crisip) i Σεμέλη (Sèmele). Aquestos títols han estat atribuïts a Diògenes de Sinope per Diògenes Laerci. Altres autors els atribueixen a Filisc d'Egina i a Pasifon. Melanti menciona un Diògenes poeta tràgic i es queixa de la seva obscuritat, però sembla que no es tractaria de la mateixa persona. Claudi Elià també parla d'un Diògenes, que tampoc seria aquest ni Diògenes de Sinope.